# 5-Metoksy-α-metylotryptamina
5-Metoksy-α-metylotryptamina (5-MeO-AMT) – organiczny związek chemiczny, psychodeliczna substancja psychoaktywna, pochodna tryptaminy. 
.